# Riccius (cráter)

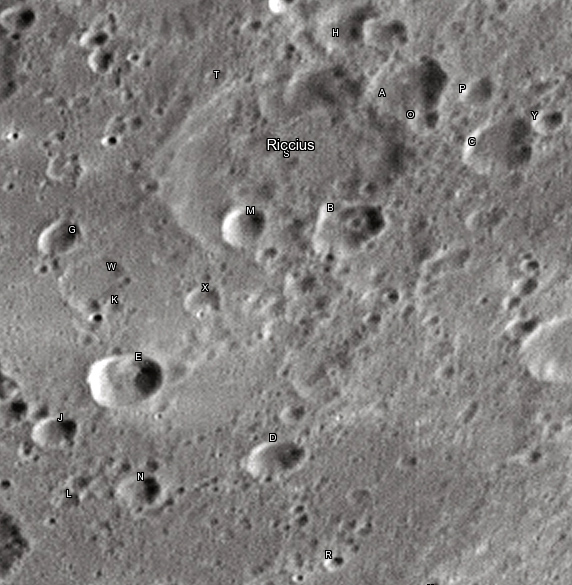
Vista oblicua de Riccius

Riccius es un cráter de impacto que se encuentra en la parte escarpada del sureste de la cara visible de la Luna. Se halla a menos de un diámetro de distancia al sureste del cráter Rabbi Levi. Al este-noreste se halla Stiborius y al sur aparece Nicolai.
|  |

Esta formación ha sido tan fuertemente bombardeada por impactos posteriores que es casi irreconocible como un cráter. Solo quedan intactas las partes occidental y suroeste del brocal, habiendo sido el resto completamente destruido por pequeños cráteres. Estos cráteres también ocupan partes del suelo norte y sur, con tan solo una sección en el noreste cercana al borde occidental que permanece sin marcas. Esta es quizás la formación de cráteres más desfigurada de la Luna que posee un epónimo.

## Cráteres satélite
Por convención estos elementos son identificados en los mapas lunares poniendo la letra en el lado del punto medio del cráter que está más cercano a Riccius.
|         | \| Riccius \| Coordenadas \| Diámetro \| \| ------- \| ----------------------------- \| -------- \| \| A \| 35°54′S 27°24′E / -35.9, 27.4 \| 24 km \| \| B \| 37°30′S 27°48′E / -37.5, 27.8 \| 19 km \| \| C \| 36°12′S 28°48′E / -36.2, 28.8 \| 24 km \| \| D \| 40°18′S 28°54′E / -40.3, 28.9 \| 17 km \| \| E \| 39°54′S 26°24′E / -39.9, 26.4 \| 22 km \| \| G \| 38°30′S 24°24′E / -38.5, 24.4 \| 13 km \| \| H \| 35°24′S 26°06′E / -35.4, 26.1 \| 20 km \| \| J \| 40°42′S 26°00′E / -40.7, 26.0 \| 13 km \| \| K \| 39°06′S 25°42′E / -39.1, 25.7 \| 6 km \| \| L \| 41°30′S 26°48′E / -41.5, 26.8 \| 8 km \| \| M \| 37°48′S 26°24′E / -37.8, 26.4 \| 14 km \| \| N \| 41°06′S 27°36′E / -41.1, 27.6 \| 13 km \| \| O \| 36°12′S 27°48′E / -36.2, 27.8 \| 9 km \| \| P \| 35°42′S 28°06′E / -35.7, 28.1 \| 11 km \| \| R \| 41°24′S 30°42′E / -41.4, 30.7 \| 7 km \| \| S \| 37°00′S 26°30′E / -37.0, 26.5 \| 11 km \| \| T \| 36°18′S 25°00′E / -36.3, 25.0 \| 7 km \| \| W \| 38°54′S 25°12′E / -38.9, 25.2 \| 19 km \| \| X \| 38°48′S 26°42′E / -38.8, 26.7 \| 11 km \| \| Y \| 35°48′S 29°06′E / -35.8, 29.1 \| 10 km \| |          |
| Riccius | Coordenadas | Diámetro |
| A       | 35°54′S 27°24′E / -35.9, 27.4 | 24 km    |
| B       | 37°30′S 27°48′E / -37.5, 27.8 | 19 km    |
| C       | 36°12′S 28°48′E / -36.2, 28.8 | 24 km    |
| D       | 40°18′S 28°54′E / -40.3, 28.9 | 17 km    |
| E       | 39°54′S 26°24′E / -39.9, 26.4 | 22 km    |
| G       | 38°30′S 24°24′E / -38.5, 24.4 | 13 km    |
| H       | 35°24′S 26°06′E / -35.4, 26.1 | 20 km    |
| J       | 40°42′S 26°00′E / -40.7, 26.0 | 13 km    |
| K       | 39°06′S 25°42′E / -39.1, 25.7 | 6 km     |
| L       | 41°30′S 26°48′E / -41.5, 26.8 | 8 km     |
| M       | 37°48′S 26°24′E / -37.8, 26.4 | 14 km    |
| N       | 41°06′S 27°36′E / -41.1, 27.6 | 13 km    |
| O       | 36°12′S 27°48′E / -36.2, 27.8 | 9 km     |
| P       | 35°42′S 28°06′E / -35.7, 28.1 | 11 km    |
| R       | 41°24′S 30°42′E / -41.4, 30.7 | 7 km     |
| S       | 37°00′S 26°30′E / -37.0, 26.5 | 11 km    |
| T       | 36°18′S 25°00′E / -36.3, 25.0 | 7 km     |
| W       | 38°54′S 25°12′E / -38.9, 25.2 | 19 km    |
| X       | 38°48′S 26°42′E / -38.8, 26.7 | 11 km    |
| Y       | 35°48′S 29°06′E / -35.8, 29.1 | 10 km    |